# Scharpenacker Berge
Die Scharpenacker Berge (meist in der Pluralform) sind ein gut 326,3 Meter hoher Bergrücken im Osten der Stadt Wuppertal.

## Topologie
Der Bergrücken liegt im östlichen Wuppertaler Stadtbezirk Heckinghausen auf dem Gelände eines ehemaligen Standortübungsplatzes Scharpenacken der Bundeswehr, das heute als Naherholungsgebiet genutzt wird. Auf dem Gipfel lag einst die Hofschaft Scharpenack, nach der der Truppenübungsplatz benannt wurde und die in den 1970er Jahren abgetragen wurde. Die Höhenlage ist mit weitläufigen Magerwiesen bedeckt, während die Flanken bewaldet sind.
Der Bergrücken wird im Nordosten von der Wupper, im Westen vom Murmelbach und im Osten vom Blombach und dem Schmalenhofer Bach begrenzt. Am Fuß des Bergrückens verlaufen östlich die Bahnstrecke Wuppertal-Oberbarmen–Opladen, die Bundesautobahn 1 und die Landesstraße 58 (bis 1. Januar 2008 Bundesstraße 51). Im Südwesten schließt sich auf nahezu gleicher Höhenlage der Höhenzug Lichtscheid und der Ortsteil Lichtenplatz an.
Aufgrund des Status als Truppenübungsplatz und später Erholungsgebiet sind die Scharpenacker Berge größtenteils nicht besiedelt. Nahe dem Gipfel liegt nordöstlich die Siedlung Konradswüste, die im Wuppertaler Ortsteil Hammesberg liegt.